# Regeringen Jean Castex
Regeringen Jean Castex består af partier og grupperinger, der er med i Emmanuel Macron's præsidentielle flertal. Regeringen blev dannet den 3. juli 2020.
Regeringen består af enkeltmedlemmer fra uafhængige højre og fra uafhængige venstre samt af partimedlemmer fra La République en marche ! (LREM), Den demokratiske Bevægelse (MoDem), Det radikale Parti (RAD), Agir, Territorier i fremgang – Den sociale reformbevægelse (TdP), og En Commun (EC).

## Markante ministre
- Jean Castex, statsminister, uafhængige højre

- Barbara Pompili, minister for økologisk omstilling, En Commun  (EC), La République en marche ! (LREM), Parti écologiste (PÉ), tidligere Europa Økologi De Grønne (EELV) og De Grønne (LV), .

- Joël Giraud, statssekretær for landdistrikterne indtil marts 2022, derefter minister for Territorial Sammenhold og Lokale Myndigheder, La République en marche ! (LREM) og Det radikale Parti (RAD),  tidligere Den radikale Bevægelse – Social og Liberal (MRSL) og Det radikale Venstreparti.

- Annick Girardin, minister for havet, La République en marche ! (LREM) og Det radikale Parti (RAD),  tidligere Den radikale Bevægelse – Social og Liberal (MRSL) og Det radikale Venstreparti. I år 2000 stiftede hun den regionale bevægelse Cap sur l'avenir (CSA), som hun stadig er leder af.